# Altéo
Het MI2N Altéo materieel, vaker MI 2N genoemd, is een type elektrisch dubbeldekkermaterieel van de RATP dat uitsluitend gebruikt wordt op Lijn A van de RER. Ze zijn uitgerust met drie brede deuren per rijtuig per kant om het in en uitstappen te versnellen op de stations, waardoor er minder lang gewacht hoeft te worden op de stations. Het materieel is sterk verwant aan het Z22500 materieel van de SNCF, aangezien deze tegelijkertijd ontworpen zijn door de SNCF en de RATP.

## Technische beschrijving
De Altéo-treinstellen zijn de versie van RATP van het materieeltype MI 2N. Het is een generatie van forensentreinen die uitsluitend bestemd zijn voor de A lijn van de RER. Ze werden gezamenlijk ontwikkeld door de SNCF en RATP. Er zijn 43 treinen en zijn samengesteld uit vijf rijtuigen, waarvan drie met motoren (in tegenstelling tot de MI2N Z22500, die twee motorwagens heeft). Per treinstel kunnen 1305 mensen worden vervoerd.
De Altéo treinstellen zijn bi-courant: Ze kunnen rijden op 1,5 kV gelijkstroom en 25 kV-50 Hz wisselstroom. De gelijkstroominstallatie wordt gebruikt op het RATP-gedeelte van de RER A. De wisselstroominstallatie wordt gebruikt op het SNCF-gedeelte van de RER A, aangezien de treinen op de RER gezamenlijk worden gereden door de SNCF en de RATP. Het RATP-gedeelte kan niet worden omgeschakeld naar 25 kV, aangezien er ook mono-courant MS61-Materieel rijdt. De treinen hebben het SACEM-beveiligingssysteem ingebouwd, zoals gebruikt op de RER A. Twee aan elkaar gekoppelde treinstellen hebben een capaciteit van ruim 2600 personen.

## Diensten
De treinstellen worden op de volgende diensten ingezet:
| Lijn  | Diensten      |
| ----- | ------------- |
| RER A | Alle diensten |

## Galerij

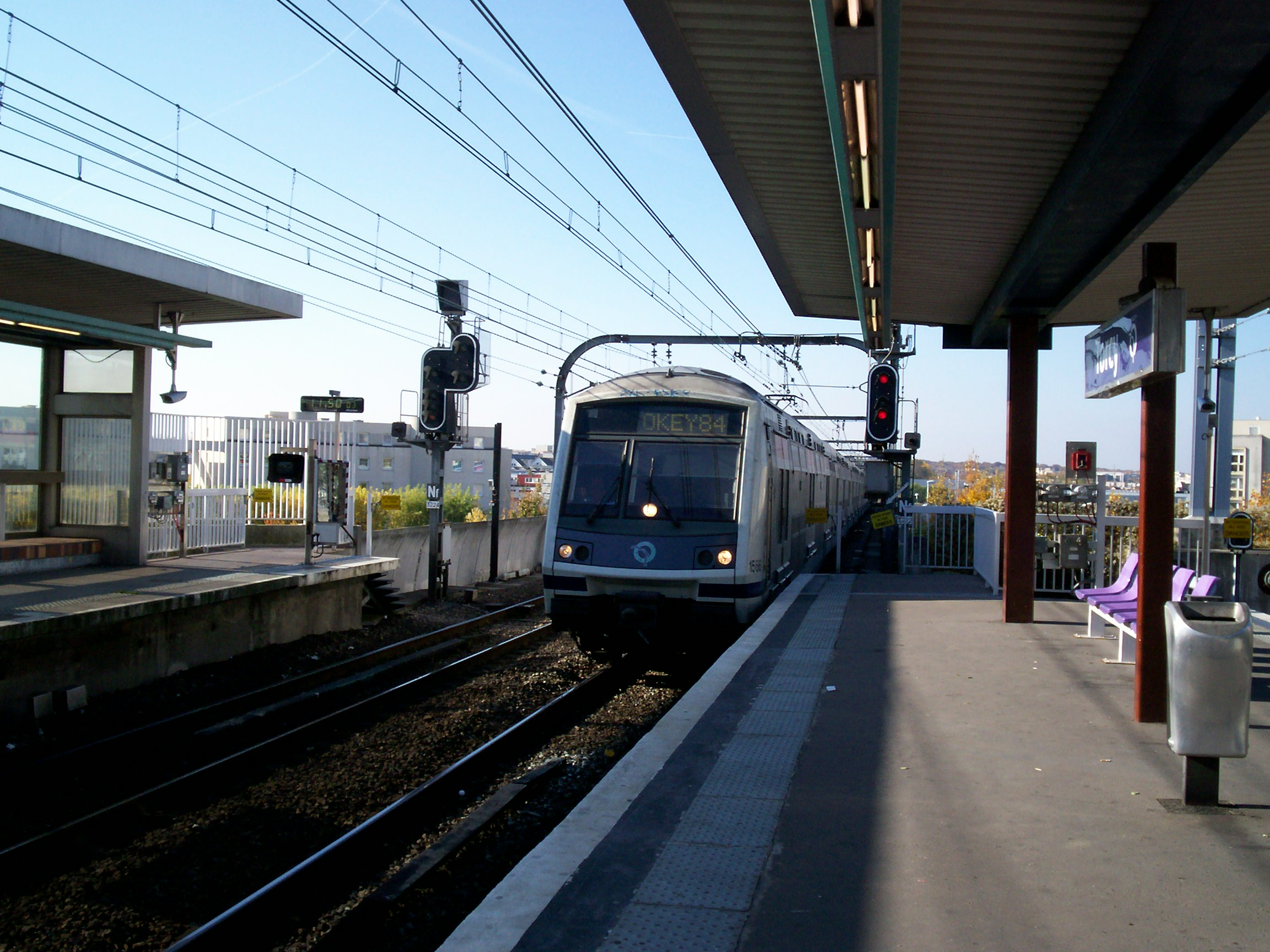
MI 2N Altéo in Torcy Code OKEY84
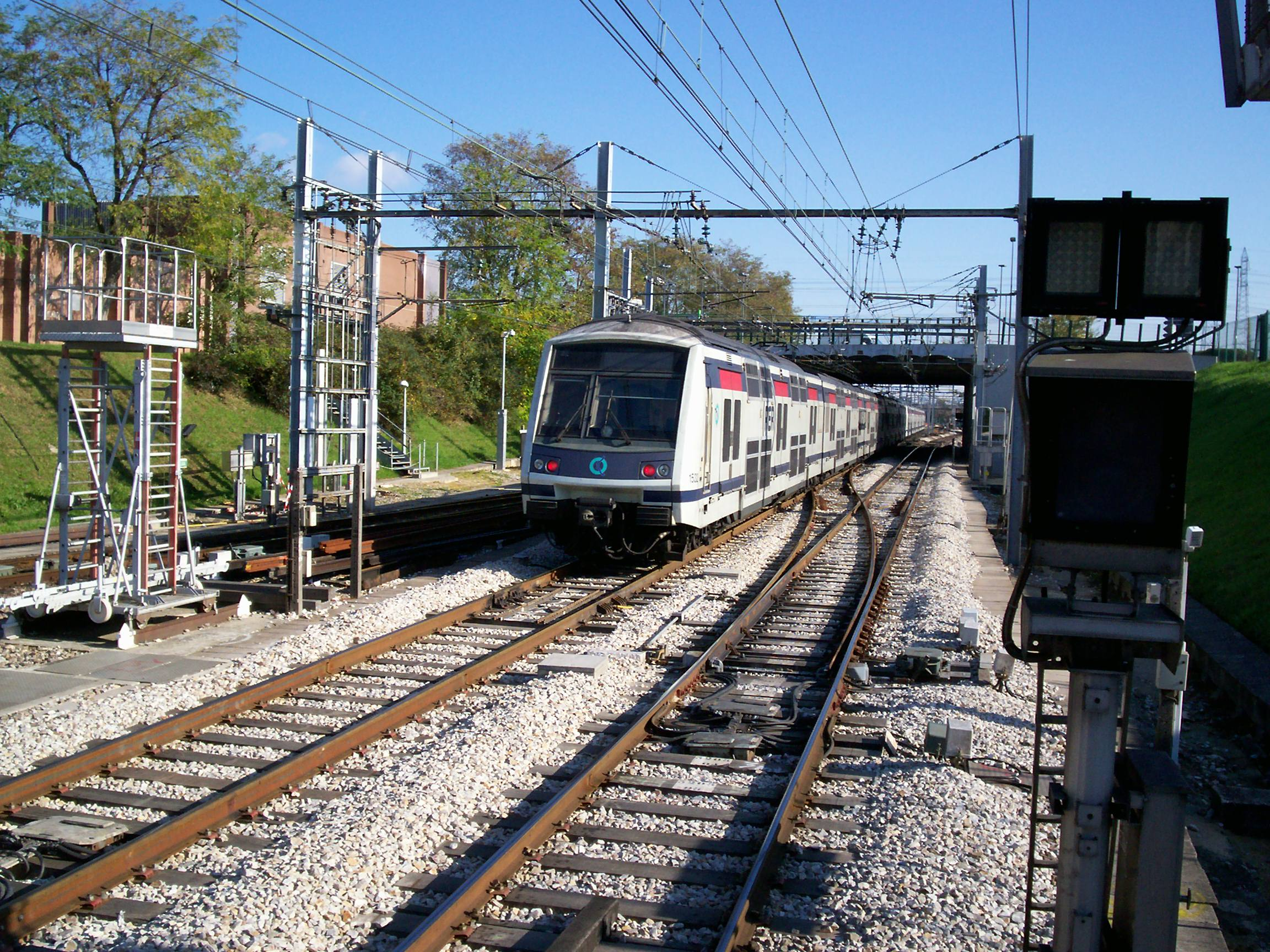
MI 2N Altéo verlaat Torcy in de richting van Bussy
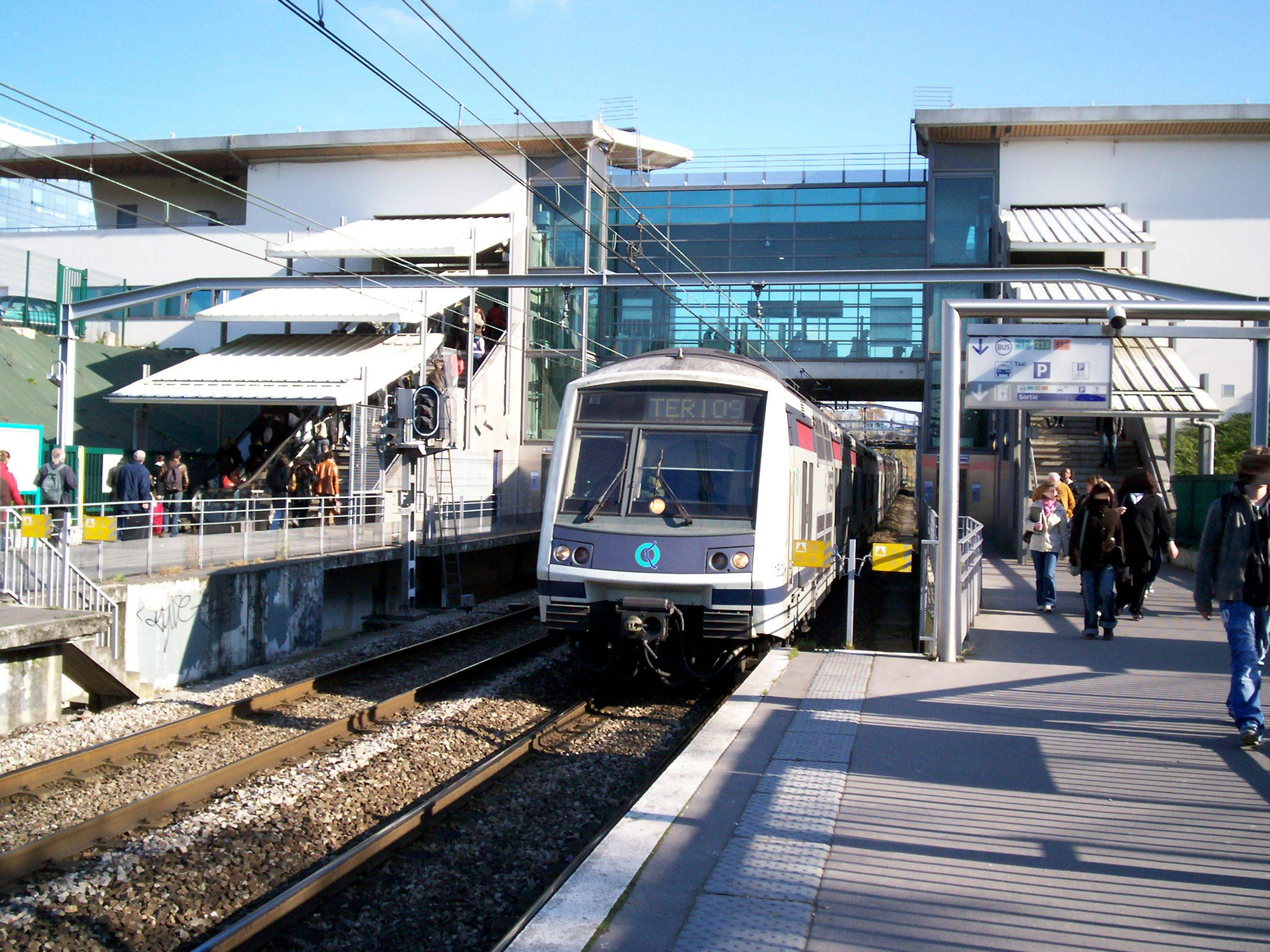
MI 2N Altéo komt aan op Noisy-Champs
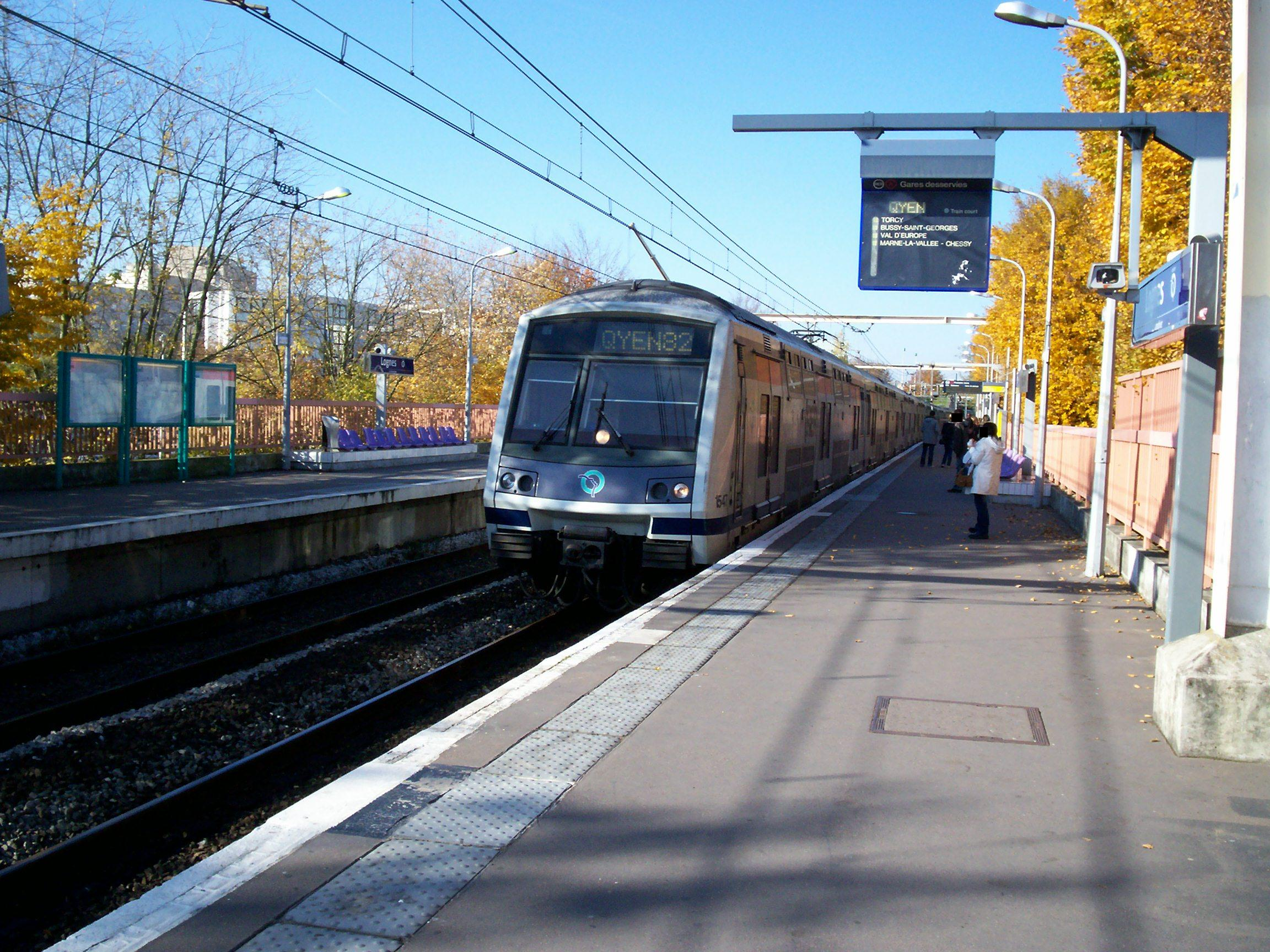
MI 2N Altéo in Station Lognes